# 北九州市立浅生スポーツセンター
北九州市立浅生スポーツセンター（きたきゅうしゅうしりつ あそうスポーツセンター）は、北九州市が戸畑区浅生の旧市立浅生小学校・同中学校跡地に2016年9月1日に開設した総合スポーツ施設。

## 概要
1997年策定の「戸畑まちづくり構想」における「戸畑区役所周辺地区」の市有地を中心とした市街地再整備計画に基づき、街区（A~Dの4街区）のうちD街区をスポーツゾーンとして設定、整備されたものである。2015年に北九州市は公共施設の4割を更新時期などに統合するなどして減らす基本方針を策定。北九州市は5市合併の経緯から、公共施設の多さと老朽化に伴う将来の維持費負担削減が問題となっており、これに先立ち戸畑区に於いて、施設統廃合のモデルケースとして区内にある公共スポーツ施設を集約する方針が出され、企画されたのがこの施設である。
開業にあたっては、およそ3年をかけて区民との対話を進め理解を得た上で建設を決め、戸畑まちづくり構想に基づき既に少子化による統廃合で廃校となっていた浅生小・中学校跡に建設した。そして2016年の戸畑区内の既存プール施設営業が終わったのに合わせて統廃合を実施し供用を始めた。但しテニスコートは整備スケジュールの都合もあり実施が2か月後となった。

## 施設
屋内は体育館棟と武道場棟、屋外はテニスコートと多目的広場で、それぞれ構成される。

### 体育館棟
1階は入口に総合受付と共用利用券売機があり、全利用者は必ずここを訪れなければならない。受付を過ぎるとトレーニング室と同室・体育館利用者のための更衣室がある。
左奥へ進むと温水プールがある。池が3つあり、メインは25m×6コース+出入用スロープという構成。日本水泳連盟の公認を受けており短水路の公式競技会を行うことができる。普段は1.1m前後の水深だが、競技会をやる場合は1.3mまで目いっぱい水を張る。また水中ウォーキング専用の本格的な池が導入された。水深はおよそ1mで、反時計回りに歩く。両端の終点付近からは水が逆噴射されており、抵抗力を生み出す。残りの池は児童プールの代替となる幼児用プールである。ほかにはジャグジーも設置された。
2階以上は旧戸畑体育館の代替施設となっていて、バスケットボールのコートを2面取れる広さを確保した。

### 武道場棟
武道場棟は体育館棟と別棟になっていて、必ず総合受付に寄ってからでないと入れない。
1階は柔道・剣道のための場所で、各2面の競技スペースが確保されている。2階は弓道場で、弓が施設外へ飛び出ないよう一定の安全対策が施されている。

## 営業時間等
営業時間
09:00 - 21:00（プールは前後1時間ずつ短い）
休業日
原則年末年始
プールのみこれに加え毎週月曜。当日が祝日・振替休日の場合は翌火曜

## 運営管理
他の施設同様条例に基づき指定管理者制度が導入されたが、事業者決めにあたってはコンペティションが実施され、公益財団法人北九州市体育協会は単独で、建設コンサルタントのオリエンタルコンサルタンツが日本体育施設 (企業)・地元警備会社と連合体を組んで、それぞれ応募した。
結果、連合体が北九州市体育協会を総合評価でわずかに上回り、指定管理者に選ばれた。期間は2020年3月までで、その後は期限切れに合わせてその都度コンペティションが行われる。

## アクセス
- 西鉄バス北九州 戸畑区役所前停留所下車
  - 方面別に乗り場が分かれていて、最も近いのは旧図書館跡・飛幡神社に近い戸畑駅方面行乗り場である。

## 廃止施設
浅生スポーツセンター開業に合わせ、以下の施設が廃止となった（出典：公式サイト）。
体育館
戸畑体育館、西戸畑体育館
武道場
戸畑柔剣道場、夜宮弓道場
プール
仙水児童プール、西戸畑児童プール、岩ケ鼻市民プール（一部）
テニスコート（廃止も2か月後）
戸畑庭球場、戸畑体育館付設庭球場